# Aglenus brunneus
Aglenus brunneus is een keversoort uit de familie platsnuitkevers (Salpingidae). De wetenschappelijke naam van de soort werd in 1813 gepubliceerd door Gyllenhaal.